# Monkhaen Kaenkoon
Kittikhun Boonkhamchun (tiếng Thái: กิตติคุณ บุญค้ำจุน; sinh ngày 20 tháng 7 năm 1973 tại huyện Loeng Nok Tha, tỉnh Yasothon, Thái Lan), thường được biết với nghệ danh Monkhaen Kaenkoon (tiếng Thái: มนต์แคน แก่นคูน, RTGS: Monkaen Kaenkoon) là một ca sĩ, nhạc sĩ nhạc Luk thung và Mor lam người Thái.

## Tiểu sử
Sinh ngày 20 tháng 7 năm 1973 tại tỉnh Yasothon. Ông là con trai của Thongkham và Somthan Bunkhamchun. Có 4 anh chị em, là người thứ 3 trong gia đình có 2 chị em, 1 chị gái.

## Danh sách đĩa nhạc

### Album gốc
- 2005 - Yang Koay Thee Soai Derm[5]
- 2006 - Yam Tor Khor Toe Haa
- 2008 - Sang Fan Duai Kan Bor
- 2009 - Roang Bgan Pit Kid Hot Nong
- 2010 - Fan Eek Krang Tong Pueng Ther
- 2012 - Trong Nan Kue Na Thee Trong Nee Kue Hua Jai
- 2016 - Hai Khao Rak Ther Muean Ther Rak Khaw
- 2018 - Ai Hak Khaw Toan Jao Bor Hak
- 2019 - San Ya Nam Ta Mae